# ABC-eilanden (Antillen)

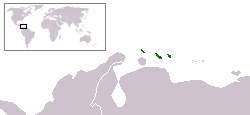
Locatie van de ABC-eilanden voor de kust van Venezuela

De ABC-eilanden bestaan uit Aruba, Bonaire en Curaçao en behoren tot de Benedenwindse Eilanden van de Kleine Antillen.
Aruba, Bonaire en Curaçao liggen voor de kust van Venezuela. Aruba en Curaçao hebben een status aparte binnen het Koninkrijk der Nederlanden. Bonaire is sinds oktober 2010 een bijzondere gemeente van Nederland. De omgangstaal op de ABC-eilanden is Papiaments. Dit in tegenstelling tot de Bovenwindse Eilanden binnen het Koninkrijk, waar Engels de omgangstaal is.

## Volgorde
- Van west naar oost is de volgorde als volgt: Aruba, Curaçao, Bonaire.
- Van veel naar weinig inwoners is de volgorde: Curaçao, Aruba, Bonaire.
- Van grote naar kleine oppervlakte is de volgorde: Curaçao, Bonaire, Aruba.